# Agneta (molen)
Agneta  is een in 1851 gebouwde pel-, olie- en korenmolen. In 1914 is de molen omgebouwd naar een houtzaag- en korenmolen. De molen is gelegen aan de Borculoseweg 36 in Ruurlo.
De molen heeft één zaagraam en één koppel maalstenen dat bestaat uit 16der kunststenen van 140 cm doorsnede. Het houten zaagraam is in 1950 vervangen door een ijzeren. De krukas van het zaagraam kan naar believen aangedreven worden door de wind of elektrisch. De overbrenging gebeurt via een band, die over een poelie loopt. De poelie kan door de wind aangedreven worden via een spil, die weer aangedreven wordt door het spoorwiel. Tegenwoordig wordt echter vooral elektrisch gezaagd. Ook is er een generator van eigen fabricaat geplaatst voor het opwekken van elektriciteit, die rechtstreeks wordt aangedreven door het spoorwiel.
Het is een ronde, stenen molen van het type stellingmolen met een houtgedekte kap. De kap heeft twee steunders (burgemeesters). De lange spruit ligt achter het bovenwiel.
De vlucht van de molen is 23 meter. Het gevlucht bestaat uit ijzeren, gelaste roeden, die in 1982 gemaakt zijn door Groot Wesseldijk. De binnenroe met roenummer 6 heeft Ten Have-kleppen met Busselneuzen en de buitenroe met roenummer 7 Oud-Hollands hekwerk met Fauëlfokken.
Het kruiwerk in de kap van de molen is voorzien van een Engels kruiwerk en wordt gekruid met een kruiwiel. Voorheen heeft er een rollenkruiwerk met houten rollenwagens en houten rollen gezeten. Voor het plaatsen van het Engels kruiwerk is het metselwerk van de molen iets verhoogd. De kardoezen zijn nog aanwezig, evenals de rollensluis. De lange spruit ligt achter het bovenwiel.
Het luiwerk bestaat uit een sleepluiwerk.
De bovenas uit 1878 is van gietijzer en gemaakt door de fabrikant L.I. Enthoven & Co uit 's Gravenhage. De vang, waarmee het wiekenkruis wordt afgeremd, is een met een vangtrommel bediende Vlaamse vang. De vangblokken bestaan uit gelamineerd hout. In plaats van een rust en rijklamp zit er een ketting aan het teenstuk. De vangtrommel bestaat uit een verbouwd luiwerk.
De getordeerde koningsspil is versterkt met hoekijzers en ijzeren stroppen.
De molen is in 1975, 1985, 1994 en 2003 gerestaureerd.

## Overbrengingen
- De overbrengingsverhouding is 1:6,42.
- Het bovenwiel heeft 59 kammen. De steek is 11,2 cm.
- De bonkelaar heeft 32 kammen en draait daardoor 1,84 keer sneller dan de bovenas.
- Het spoorwiel heeft 94 kammen met een steek van 9,2 cm.
- Het steenrondsel heeft 27 staven en draait daardoor 3,48 keer sneller dan de koningsspil en 6,42 keer sneller dan de bovenas.

### Eigenaren
- Molenmakerij Vaags, Aalten

## Fotogalerij

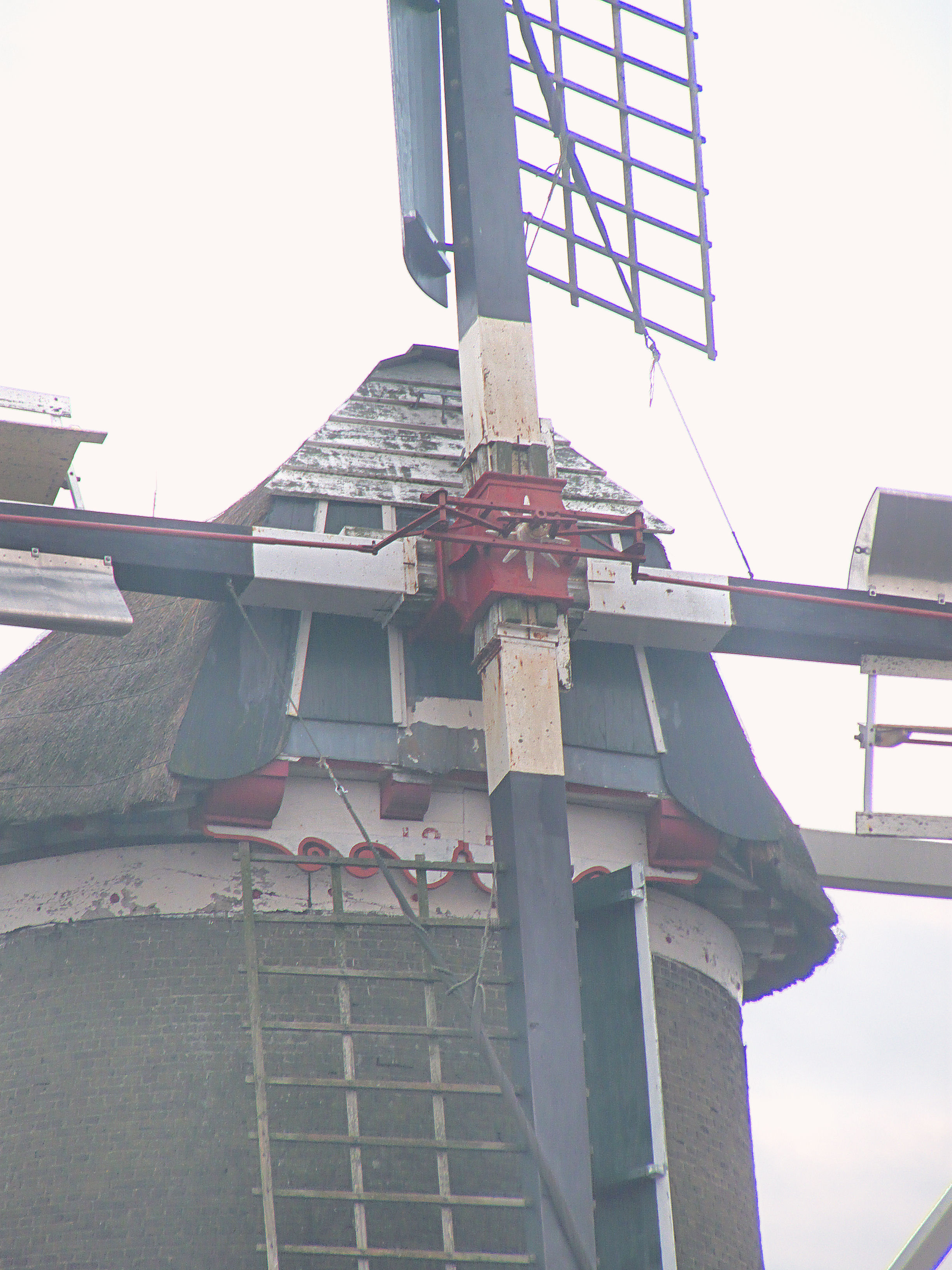
Spin
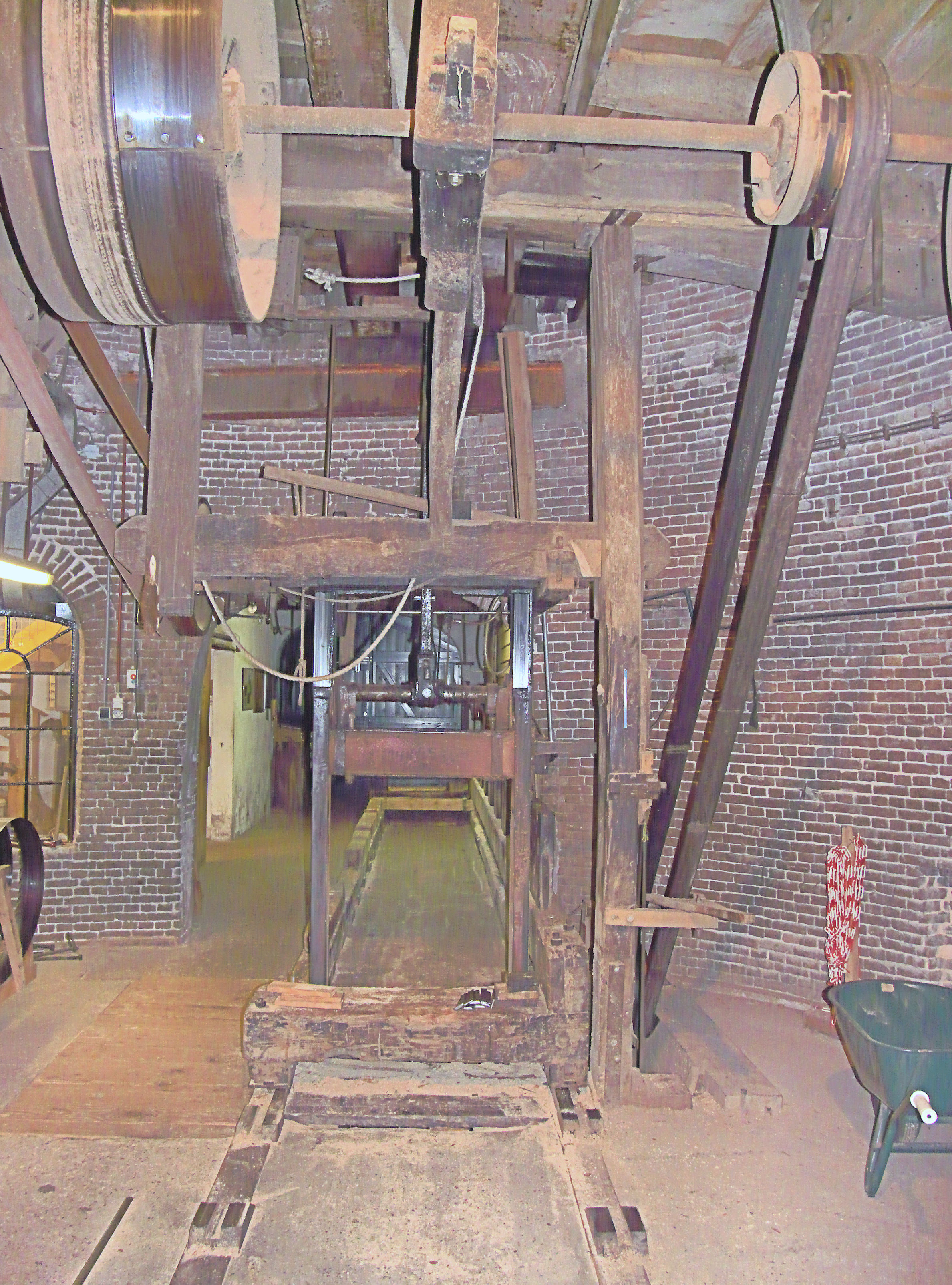
Zaagraam met zaagslee
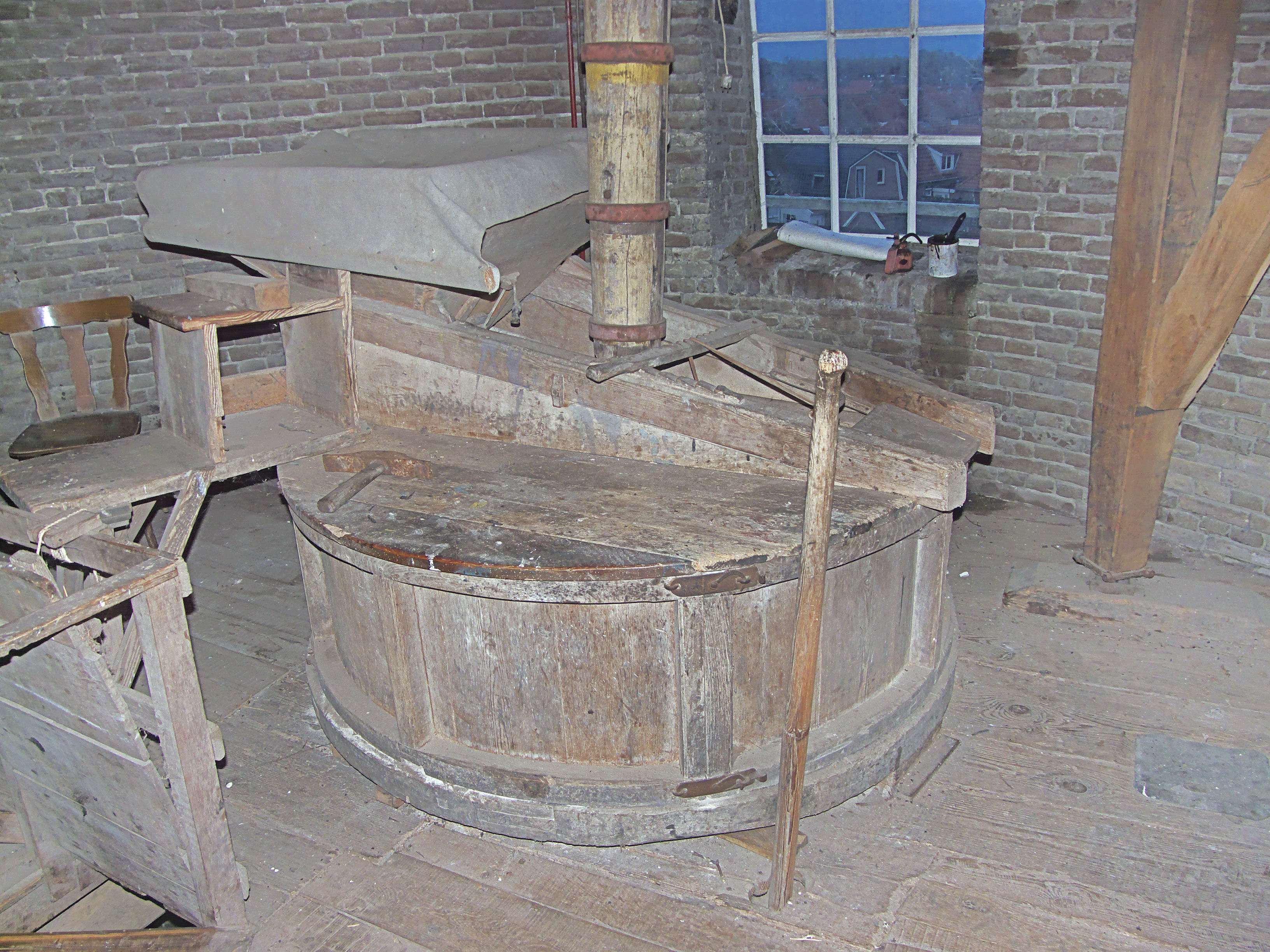
Maalkoppel
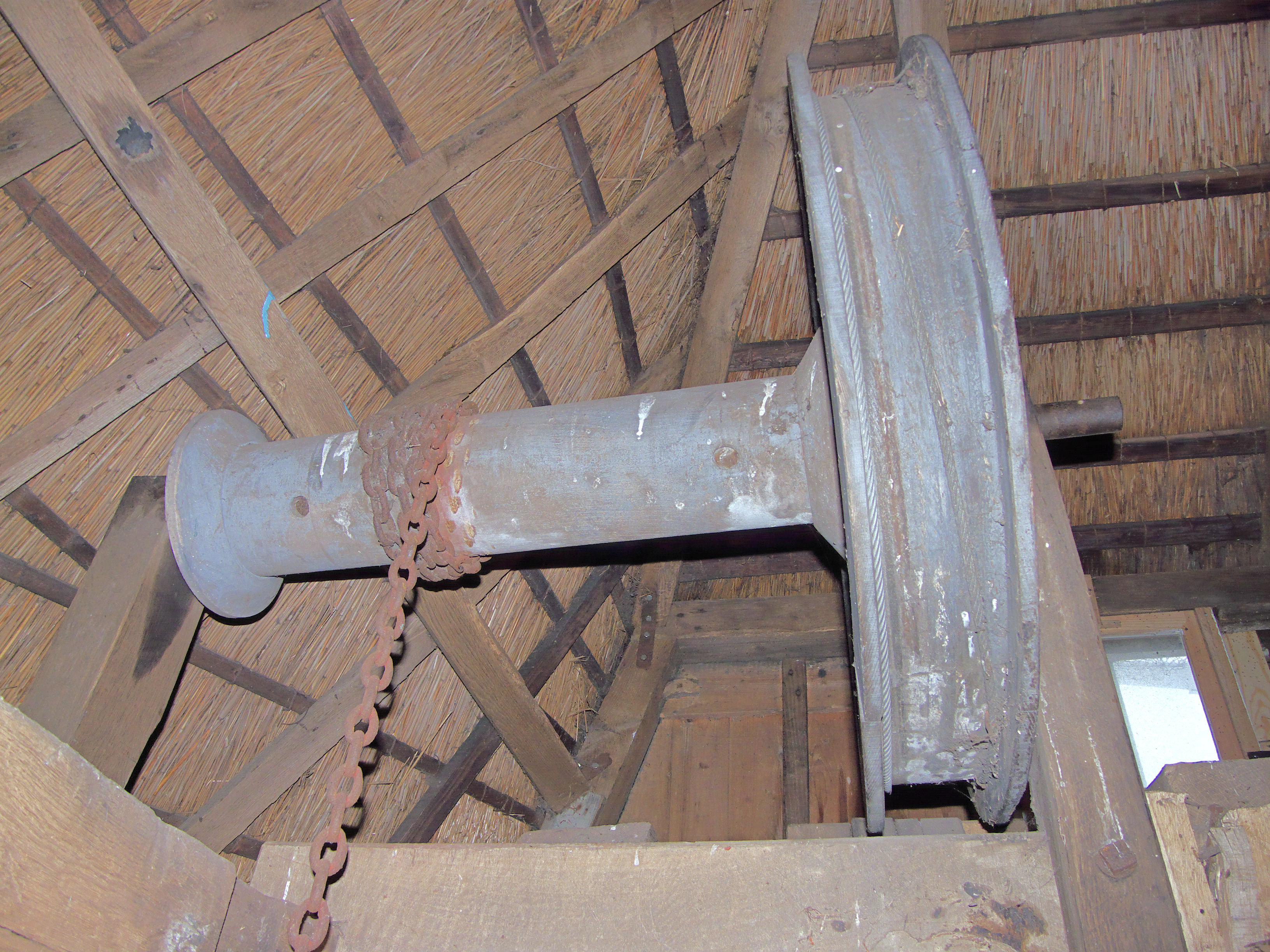
Vangtrommel
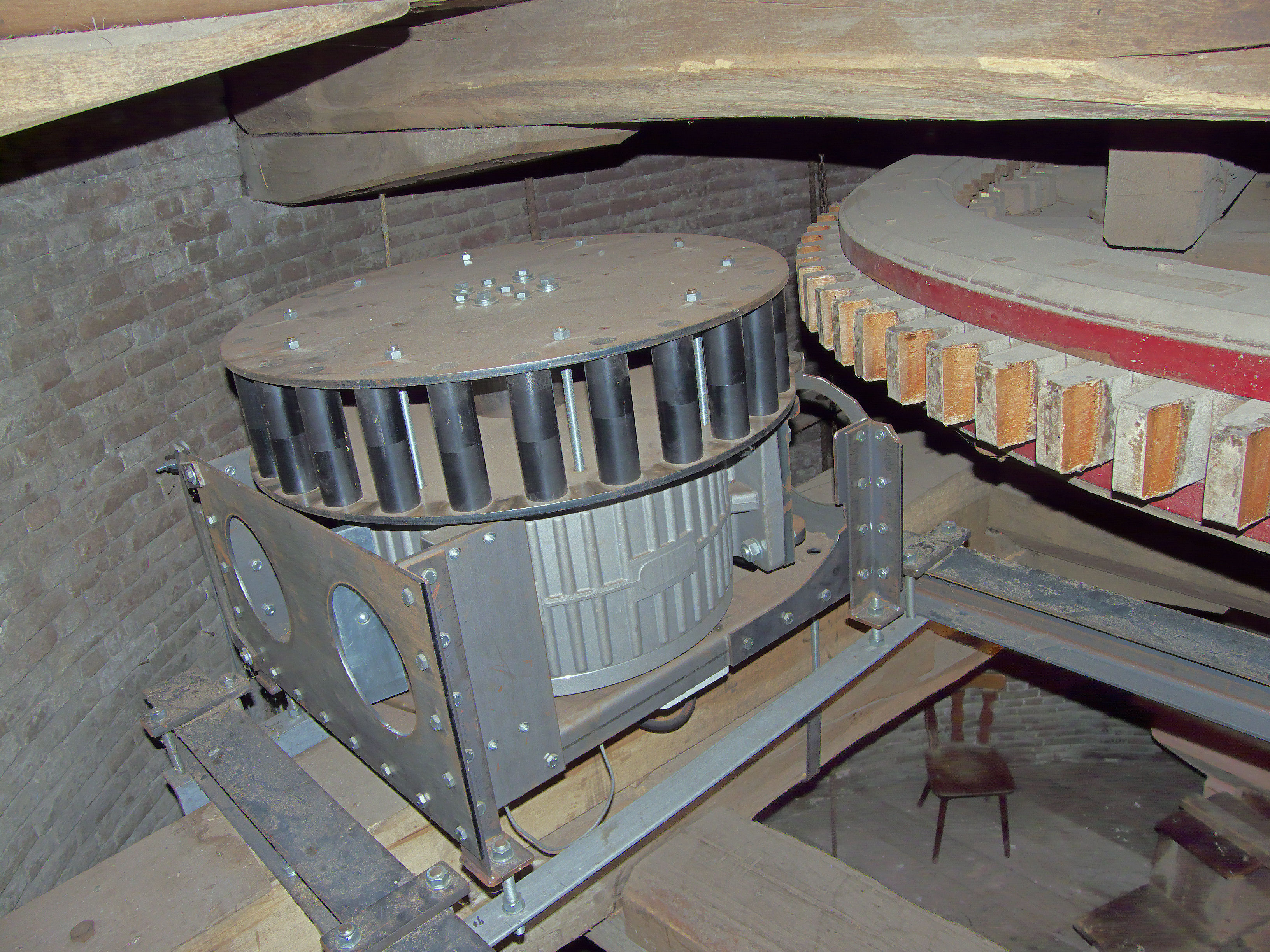
Generator
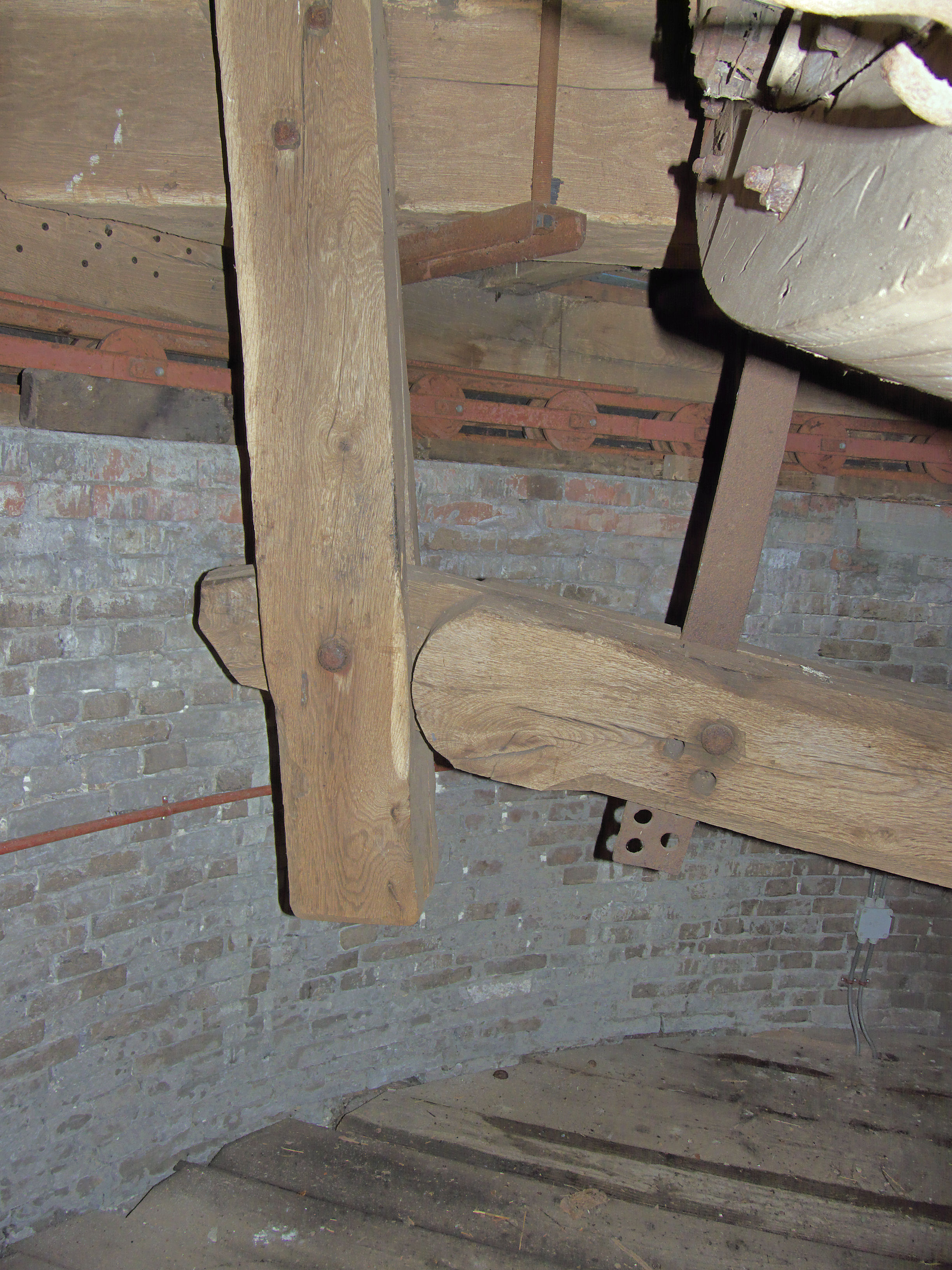
Gelamineerd vangblok